# Беллами (фильм)
«Беллами» (фр. Bellamy) — французский психологический детектив, вышедший на экраны в 2009 году, последний фильм режиссёра Клода Шаброля.

## Сюжет
Парижский детектив Поль Беллами (Жерар Депардьё) проводит отпуск вместе с женой Франсуаз (Мари Бюнель) в семейном доме в родном городе жены Ниме на южном побережье Франции. Из городских новостей он узнаёт, что со скалы сорвался и сгорел автомобиль бывшего сотрудника страховой компании Эмиля Лолле, однако экспертиза ДНК показала, что за рулём находился кто-то другой, а сам Лолле исчез. У полиции возникает подозрение, что Лолле специально подстроил катастрофу, чтобы его жена получила страховку, так как он не мог дать ей достаточных средств к существованию.
Вскоре на Беллами выходит скрывающийся от властей, некто Ноэль Жентиль (Жак Гамблен), сознаваясь в том, что невольно способствовал совершению убийства. Беллами навещает больную жену Лолле и выясняет, что её муж был заботливым и щедрым человеком до тех пор, пока его не уволили из компании. Одновременно он занялся танцами и завёл роман со своей партнёршей, молодой и привлекательной местной педикюршей Надей Саншо (Ваина Джоканте). Просматривая видеокассету с танцующей парой, Беллами узнаёт в Лолле Жентиля, хотя тот и изменил свою внешность радикальным образом. Во время визита к Наде Беллами выясняет, что у неё действительно был роман с Лолле, и они мечтали вместе уехать в другую страну, но Лолле не хотел оставлять жену без средств к существованию. У него был план, как достать деньги, и он попросил Надю найти какого-нибудь бродягу, внешне похожего на него. Надя нашла спившегося бывшего аптекарского служащего Дени Лапренса. Под предлогом найма его на работу в свой загородный дом они заставили его переодеться в приличный костюм и сесть в автомобиль. В автомобиле Надя и Лолле поссорились, и она вышла посреди дороги. Больше она ничего не знает.
Жантиль уверяет Беллами, что он не убивал Лапренса. Когда на автозаправочной станции он вышел купить воды, Лапренс просто угнал его машину и, скорее всего, покончил с собой, вылетев на автомобиле со скалы. Беллами сообщает Жентилю, что у Нади кроме него есть и другие поклонники, в частности, комиссар местной полиции. Вскоре от остановки сердца скоропостижно умирает жена Лолле, после чего Жентиль-Лолле решает сдаться правосудию, желая взглянуть в глаза комиссару.
Беллами находит бывшую коллегу и близкую подругу Лапренса, которая рассказывает, что он был очень порядочный человек, но после увольнения стал пить, потерял жильё и переселился на улицу, а в последнее время хотел покончить с собой. Она помогает Беллами найти для Жентиля-Лолле молодого адвоката, которому нетрадиционными методами удаётся доказать суду, что его подзащитный не виновен в убийстве Лапренса. Жентиль-Лолле выходит из суда, где его встречает Надя.
На фоне расследования показана и личная жизнь Беллами, его любовь и ревность по отношению к жене, тяга к выпивке, а также проблемы со сводным братом Жаком Лаба (Кловис Корнийяк), который приезжает погостить в их дом. Жак — ищущий быстрого заработка нервический бездельник, картёжник и алкоголик. Между братьями сложились отношения любви-ненависти, когда постоянные антагонистические конфликты быстро переходят в дружеское братание и наоборот. Однажды это привело к тому, что Беллами чуть было не убил брата, из-за чего страдает всю жизнь. В финале картины Жак похищает пистолет и машину Беллами, и уезжает в неизвестном направлении. Через некоторое время приходит сообщение, что он погиб в автокатастрофе.

## В ролях
- Жерар Депардьё — Поль Беллами
- Жак Гамблен — Ноэль Жентиль / Эмиль Лолле / Дени Лапренс
- Кловис Корнийяк — Жак Леба
- Мари Бюнель — Франсуаза Беллами
- Ваина Джоканте — Надя Саншо
- Родольф Поли — адвокат
- Мари Матерон — мадам Лолле